# ألان تشين (رسام)
ألان تشين (بالإنجليزية: Alan Chin)‏ هو رسام أمريكي، ولد في 15 أكتوبر 1987 في بيركيلي في الولايات المتحدة.